# Alla ricerca della Valle Incantata (serie animata)
Alla ricerca della Valle Incantata (The Land Before Time) è una serie televisiva a cartoni animati prodotta dalla Universal Animation Studios e distribuita dalla Amblin Entertainment, basata sui personaggi della saga dei film Alla ricerca della Valle Incantata, ed è ambientata dopo gli eventi del tredicesimo film In viaggio con le pance gialle (e prima degli eventi del quattordicesimo film Il viaggio dei coraggiosi). Viene trasmessa negli Stati Uniti su Cartoon Network ed in Italia su Italia 1.

## Personaggi

### Personaggi principali
- Piedino - Patrizia Mottola
- Tricky - Jasmine Laurenti
- Ducky - Tosawi Piovani
- Petrie - Davide Garbolino
- Spike - Rob Paulsen
- Mordicchio - Cinzia Massironi
- Ruby - Renata Bertolas
- Ali
- Artiglio Rosso
- Strido & Tonfo
- Rhett - Patrizia Scianca
- Tippy - Serena Clerici
- Mo - Claudio Moneta

### Personaggi secondari
- Nonnocollolungo
- Nonnacollalunga
- Mamma di Ducky e Spike
- Mamma di Petrie
- Fratelli di Petrie
- Topsy
- Tria
- Nasotozzo
- Doc
- Padre di Piedino
- Shorty
- Tricia
- Guido
- Hyp
- Mutt
- Nod
- Daara
- Scoiattoli preistorici
- Crostacei pinzuti

### Nemici
- Artiglio Rosso amico di pietro
- Strido & Tonfo

## Lista episodi
| nº | Titolo originale                  | Titolo italiano                                | Prima TV USA    | Prima TV Italia  |
| -- | --------------------------------- | ---------------------------------------------- | --------------- | ---------------- |
| 1  | The Cave of Many Voices           | La caverna delle voci                          | 5 marzo 2007    | 11 novembre 2008 |
| 2  | The Mysterious Tooth Crisis       | Una misteriosa crisi dentale                   | 6 marzo 2007    | 12 novembre 2008 |
| 3  | The Star Day Celebration          | Il giorno-stella                               | 7 marzo 2007    | 13 novembre 2008 |
| 4  | The Canyon of Shiny Stones        | Il Canyon dei sassi che brillano               | 8 marzo 2007    | 14 novembre 2008 |
| 5  | The Great Long-Running Game       | Corsa su tronchi                               | 9 marzo 2007    | 17 novembre 2008 |
| 6  | The Brave Longneck Scheme         | Un piccolo brontosauro vanitoso                | 12 marzo 2007   | 18 novembre 2008 |
| 7  | The Meadow of Jumping Waters      | L'acqua che salta                              | 13 marzo 2007   | 19 novembre 2008 |
| 8  | Days of Rising Waters             | I giorni delle acque scroscianti               | 14 marzo 2007   | 20 novembre 2008 |
| 9  | Escape from the Mysterious Beyond | Fuga dal mistero dell'aldilà                   | 15 marzo 2007   | 21 novembre 2008 |
| 10 | The Hidden Canyon                 | Il Canyon nascosto                             | 16 marzo 2007   | 24 novembre 2008 |
| 11 | The Legend of the Story Speaker   | La leggenda dei cantastorie                    | 19 marzo 2007   | 25 novembre 2008 |
| 12 | The Bright Circle Celebration     | La celebrazione della sfera luminosa           | 20 marzo 2007   | 26 novembre 2008 |
| 13 | The Lonely Journey                | Viaggio solitario                              | 21 marzo 2007   | 27 novembre 2008 |
| 14 | The Missing Fast-Water Adventure  | L'avventura delle acque veloci perdute         | 22 marzo 2007   | 28 novembre 2008 |
| 15 | The Spooky Nighttime Adventure    | Avventura notturna                             | 23 marzo 2007   | 1º dicembre 2008 |
| 16 | The Lone Dinosaur Returns         | Il ritorno del dinosauro solitario             | 7 gennaio 2008  | 2 dicembre 2008  |
| 17 | Strange from the Mysterious Above | Uno sconosciuto dal mistero dell'aldilà        | 8 gennaio 2008  | 3 dicembre 2008  |
| 18 | The Forbidden Friendhisp          | L'amicizia proibita                            | 9 gennaio 2008  | 9 dicembre 2008  |
| 19 | The Amazing Threehorn Girl        | Femmine di triceratopo                         | 10 gennaio 2008 | 5 dicembre 2008  |
| 20 | The Big Longneck Test             | La prova del grande brontosauro                | 11 gennaio 2008 | 8 dicembre 2008  |
| 21 | The Hermit of Black Rock          | L'eremita della roccia oscura                  | 14 gennaio 2008 | 4 dicembre 2008  |
| 22 | Return to Hanging Rock            | Ritorno ad Hanging Rock                        | 15 gennaio 2008 | 12 dicembre 2008 |
| 23 | March of the Sand Creepers        | La marcia dei crostacei pinzuti                | 16 gennaio 2008 | 10 dicembre 2008 |
| 24 | Search for the Sky Color Stones   | Alla ricerca della pietra del colore del cielo | 17 gennaio 2008 | 15 dicembre 2008 |
| 25 | Trough the Eyes of a Spiketail    | Attraverso gli occhi di uno stegosauro         | 18 gennaio 2008 | 16 dicembre 2008 |
| 26 | The Great Egg Adventure           | Uova di denti aguzzi                           | 21 gennaio 2008 | 11 dicembre 2008 |